# Arcs de Tibère
Les arcs de Tibère (en latin : Arcus Tiberii) sont deux arcs de triomphe romains érigés en l'honneur de l'empereur Tibère, l'un sur le Forum Romain et l'autre sur le Champ de Mars.

## Premier arc

### Localisation
Le premier arc est érigé sur le Forum Romain, à l'angle nord-ouest de la basilique Julia.

### Histoire
Sa construction est décidée par Tibère en 16 ap. J.-C. qui souhaite ainsi commémorer la récupération des enseignes romaines sur les Germains, perdues lors de la défaite de Varus à la bataille de Teutobourg en 9 ap. J.-C.,

### Description
Il s'agit d'un arc à une baie qui enjambe la rue longeant le temple de Saturne et la basilique Julia et qui débouche sur le côté sud-ouest de l'esplanade du Forum, à un endroit où la rue devient plus étroite. Il est représenté sur les reliefs de l'arc de Constantin. Construit sur un niveau supérieur au reste de la place, on devait y accéder grâce à quelques marches. Ses fondations, découvertes en 1900, mesurent 9 mètres de large sur 6,3 mètres de profondeur. Seuls des fragments de l'inscription dédicatoire ont été retrouvés entre 1835 et 1848.

## Deuxième arc
Le deuxième arc, en marbre, mentionné seulement par Suétone, est construit sur le Champ de Mars, près du théâtre de Pompée, par Claude en l'honneur de Tibère.